# Agriophara murinella
Agriophara murinella es una especie de polilla del género Agriophara, familia Depressariidae.
Fue descrita científicamente por Walker en 1864.